# Norland (école)
 (décembre 2020).
Norland est une centre d'enseignement supérieur britannique qui offre un baccalauréat universitaire ès lettres (Hons) en développement et apprentissage de la petite enfance ainsi que le prestigieux diplôme Norland qui se situe à Bath. Les stagiaires de Norland sont employés dans le monde entier en tant que nounous, infirmières de crèche et à d'autres postes dans divers contextes de garde d'enfants. Les nounous de Norland sont un symbole de statut , et sont populaires parmi les célébrités et les membres de la famille royale. Les anciens sont appelés « Norlanders ». Norland offre un programme menant à un diplôme: le BA (Hons) en développement et apprentissage de la petite enfance, auparavant en association avec l' Université du Gloucestershire En mars 2019, Norland s'est vu attribuer des pouvoirs d'attribution de diplômes d'enseignement par le Conseil privé, ce qui leur permet d'offrir le diplôme par l'intermédiaire de leur établissement, tout en leur permettant de noter toutes les évaluations des étudiants en interne.

## Historique
Norland a été fondée en 1892 par Emily Ward Tout au long de son histoire, Norland a été basée à divers endroits à travers le Royaume-Uni, notamment Chislehurst dans le Kent et Denford Park près de Hungerford dans le Berkshire, et est actuellement basée à Bath À l'origine, Norland contenait des garderies et des internats pour les nourrissons aux côtés du collège de formation pour les nounous. Norland dans sa version actuelle Bath est uniquement un institut d'enseignement.
En février 1999, le premier stagiaire nourrice de sexe masculin a été accepté et en 2012, le premier étudiant de premier cycle de sexe masculin a été admis.
En 2005/6, un documentaire intitulé Nanny School a été tourné pendant un an à Norland. Il se composait de 15 épisodes (5 par trimestre) et a été diffusé sur Discovery Home and Health (Royaume-Uni) en octobre 2007.
Norland a ouvert une crèche à l'été 2009, mais elle a fermé en 2013 pour des raisons financières.

## Curriculum
Les étudiants obtiennent un baccalauréat de trois ans en développement et apprentissage de la petite enfance, suivi d'une quatrième année à faible revenu en travaillant dans une famille sur une base similaire de stagiaire. Cette année s'appelle l'année de la Nounou nouvellement qualifiée (NQN)  et seuls les diplômés de cette année reçoivent leur diplôme Norland. Les étudiants de Norland alternent les trimestres entre les cours en classe et les stages dans les familles, les écoles et les crèches, ainsi qu'au Royal United Hospital de la maternité.
En plus d'être un fournisseur d'enseignement supérieur, Norland fonctionne également comme une agence qui place les diplômés dans des familles pour la durée de la carrière du diplômé.